# Bono
 Ovo je glavno značenje pojma Bono. Za druga značenja pogledajte Bono (razdvojba).
Paul David Hewson, poznatiji kao Bono Vox, ili samo Bono (Glasnevin, Dublin, 10. svibnja 1960.), irski glazbenik, politički i društveni aktivist, filantrop i frontmen irske glazbene grupe U2.

## Odrastanje
Rođen je kao drugo dijete u obitelji, djetinjstvo je proveo u sjevernom djelu Dublina, Glasnevinu, što je bilo okruženje srednjeg građanskog sloja. Živio je u tipičnoj trosobnoj kući, a najmanja soba bila je Bonova. Kao dječak, Bono je bio fasciniran šahom i umjetnošću. Bono i njegov stariji brat Norman odrasli su s majkom Iris (rođena Rankin), protestantkinjom i ocem Robertom "Bobom", rimokatolikom. Po dogovoru roditelja stariji brat Norman odgojen je u anglikanskoj, a mlađi Paul (Bono) u rimokatoličkoj vjeri, no Bono je svejedno odlazio s majkom i u Irsku anglikansku crkvu.
S 14 godina pogađa ga strašna tragedija,naime tokom djedova sprovoda umire mu majka. Mnogi kažu da je taj događaj uvelike utjecao na njega te ga učinio suosjećajnim s ljudima koji pate, odrasta i sazrijva ranije, što se može iščitati kroz tekstove pjesama kroz čitavu karijeru: (''I Will Follow'', Mofo, Out of Control, Lemon, Tomorrow...).
| „      | Ja imam veliki problem sa smrću jer uvijek pred očima imam istu smrt, uvijek je moja majka ta koja umire, uvijek nanovo gubim središte svemira i moram izmisliti nešto novo. | ” |
| — Bono | |   |

## Nadimak
Bono pohađa Mount Temple Comprehensive School u Clontrafu. Kroz svoje odrastanje, zajedno sa svojim prijateljima bio je članom bande "Lypton Village", te je tu upoznao svojeg bliskog prijatelja Gavina Fridayja - Guggija, danas poznatog irskog slikara. Jedan od njihovih rituala bilo je dodjeljivanje nadimaka, nakon mnogih varijanti: "Steinvic von Huyseman", "Huyseman", pa "Houseman", "Bon Murray", "Bono Vox of O'Connell Street", Bono dobiva nadimak "Bono Vox" po dućanu "Bonavox" sa slušnim aparatima u ulici Talbot u Dublinu. Nadimak mu je dao upravo Guggi, zato što je Bono pjevao tako glasno da se činilo da pjeva gluhima. Isprva mu se nadimak nije svidio, no kad je saznao latinsko značenje: "Dobar glas", nadimak je prihvatio, da bi od kasnih sedamdesetih bio samo Bono, kako ga danas zovu obitelj i najbliži prijatelji.

## Karijera
Godine 1976. Paul se javio na oglas Larryja Mullena, Jr.-a koji je tražio članove za osnivanje sastava i s njim, Daveom Evansom (kasnije poznatiji kao The Edge), Adamom Claytonom i Dickom Evansom (Daveov brat) osnovao sastav “Feedback” (kasnije U2). U početku. Bono je bio zagrijan za svirku Rolling Stonesa i The Beach Boysa, bio je umoran od dugih gitarističkih solo dionica. No, problem je bio to što je sastav vrlo loše svirao tuđe pjesme, pa su odlučili svirati svoje. 1976. su počeli slušati The Ramones, The Clash, Davida Bowija, Patty Smith i Toma Verlainea, pokušavajući utjecaj ovih umjetnika ugraditi u svoju glazbu. Grupa je ime „Feedback“ koristila nekoliko mjeseci, kada su se nazvali „The Hype“, ali tada ih napušta Dick Evans, brat The Edgea i preostala četvorka postaje U2. U početku je Bono pjevao, pisao tekstove i svirao gitaru, zajedno s The Edgeom, samo za razliku od njega Bono nije znao dobro svirati. O tome je rekao:
| „      | Bio sam tako loš gitarist, da su me jednog dana slomili zahtjevom da umjesto sviranja gitare, samo pjevam. Probao sam pjevati i prije, ali nije išlo. Sjećam se dana kad sam shvatio da mogu pjevati: "znači, tako to ide." | ” |
| — Bono | |   |

A o pjevanju kaže:
| „      | Kad slušam ploče U2, čujem svoj glas i neku napetost u njemu. Ne čujem svoj pravi glas. Ponajviše je to stoga što sam riječi smišljao na licu mjesta, onako u hodu. Ali Chrissie Hynde mi je rekla da ako želim pjevati na način na koji mislim da želim pjevati, moram pisati i riječi u koje vjerujem. | ” |
| — Bono | |   |

Dalje se držao samo povremenog sviranja ritam gitare i usne harmonike. S vremenom, Bono je izrastao u izvrstan vokal i tekstopisca, najviše političkih, religioznih i humanih tema, koje je stvarao putujući po latinskoj Americi (Nikaragva) i svjedočeći ljudskim patnjama u ratnim sukobima, te Africi gdje je iz prve ruke upoznao bolesti i glad. Sve je to kasnije utjecalo na njegove buduće radove: Bullet the Blue Sky, Mothers of Disappeared, Please i druge. Također je bio vrlo otvoren socijalnim i političkim pitanjima u vlastitoj zemlji, govoreći o njima vrlo kritički, navlačeći bijes političke elite i ekstremnih struja. 
Događaj koji će kasnije uvelike obilježiti Bonov rad bio je pokušaj otmice sastava, zbog živog, antiterorističkog govora prije pjesme Sunday Bloody Sunday. Ta je pjesma iskorištena kao ilustracija tragedije u mjestu Enniskillen, gdje je IRA 8. studenog 1987. bombaškim napadom ubila 11, a ranila 63 osobe. Tada im je bilo savjetovano da sekvencu govora prije izvođenja pjesme Sunday Bloody Sunday izbace iz filma Rattle and Hum, ali su to oni odbili učiniti, unatoč ozbiljnim prijetnjama.
Tekstovi pa i glazba U2 se dramatično mijenjaju 1991. godine albumom Achtung Baby, u to vrijeme zvuk i tekstovi su bili potpuno nekarakteristični za U2, a danas su antologijski. S tim albumom postaju više osobni, ali i dalje prateći aktualna politička zbivanja. Nakon spomenutog albuma Bono se kao autor seli u eksperimentalne faze, kojih je rezultat album Zooropa (1993.) proizašao iz ZOO TV turneje, da bi se u narednih petnaestak godina vraćao prepoznatljivim tekstualnim i glazbenim izričajima: himničnost i melodičnost prepoznatljiva za U2. Karakteristika koja Bona prati cijelu karijeru i jedan od razloga velike popularnosti, je interakcija s publikom, bilo da pojedince zove na pozornicu radi zajedničkog sviranja i plesa, bilo da sam odlazi među publiku.
| „      | Naša vjera u ljude koji dolaze na naše koncerte vrlo je čvrsta. I upravo to je ono bitno u našem odnosu prema našoj publici. | ” |
| — Bono | |   |

Danas je Bono nekima poznatiji kao politički aktivist i borac protiv ekstremnog siromaštva i AIDS-a (Live Aid, Conspiracy Of Hope - Amnesty International Tour, Free Burma, Jubillee 2000, NetAid, Children of Chernobil, DATA, Project Red, ONE Campaign), nego kao glazbenik, što mu često mnogi predbacuju, uz obveznu opasku da bi bolje bilo da se bavi samo glazbom. Unatoč tome, Bono je i dalje jedna od najzapaženijih i najutjecajnijih osoba u rock glazbi, te jedina osoba koja je nominirana za nagrade Oskar, Zlatni Globus, Grammy i Nobelovu nagradu za mir, za koju je nominiran čak tri puta (2003., 2005. i 2006.).

## Suradnja
Uz djelovanje kroz U2, Bono je i radio s mnogim, najvećim glazbenicima današnjice, među koijma su: Zucchero, Frank Sinatra, Johnny Cash, Willie Nelson, Luciano Pavarotti, Sinéad O'Connor, Green Day, Roy Orbison, Bob Dylan, Tina Turner, Mick Jagger, Keith Richards, Ziggy Marley, Sting i BB King. S njim su snimali i Ray Charles, Quincy Jones, Kirk Franklin, Bruce Springsteen, Tony Bennett, Clannad, The Corrs, Coldplay, Prince, Maria McKee, Simple Minds, Gavin Friday, Maurice Seezer, Mary J. Blige, Stevie Wonder, Tom Petty, Robbie Robertson, Wyclef Jean, Kylie Minogue, Michael Hutchence i mnogi drugi.

## Osobno
Oženjen je Alison Hewson (rođ. Stewart) od 21. kolovoza 1982. Vezu su započeli u srednjoškolskim danima 1975., a vjenčali se u anglikanskoj ceremoniji u Crkvi Svih Svetih u Rahenyju (izgradila ju obitelj Guinness). Bonov kum je bio basist U2 Adam Clayton.
Alison i Bono imaju četvero djece, kćeri Jordan i Memphis Eve, te sinove Elijah Bob Patricus Guggi Q i John Abraham. Žive u Killineyju u južnom Dublinu, dijele vilu u južnoj Francuskoj s Edgeom, imaju stan na Manhattanu i manju kuću u Engleskoj. 
Bono se u javnosti gotovo nikad ne pojavljuje bez naočala, za koje u intervju za Rolling Stone kaže:
| „      | Imam vrlo osjetljive oči na svjetlost. Kad me netko fotografira, bljesak mi je pred očima ostatak dana, desno oko mi oteče, a oba dva se zacrvene. Dakle može se reći, naočale su dijelom osjetljivost, dijelom taština i dijelom privatnost. | ” |
| — Bono | |   |

Naočale Bono intenzivnije koristi od ZOO TV turneje (1992./1993.), tada crne okrugle (kao lik "The Fly"), a od PopMart turneje su tanje i kolorizirane. Zanimljivo je da je jedne od tih Bonovih naočala osobno na audijenciji nosio Papa Ivan Pavao II.